# Моготово
Моготово — деревня в Смоленской области России, в Смоленском районе. Население — 396 жителей (2007 год). Расположена в западной части области в 18 км к югу от Смоленска, в 12 км к западу от автодороги А141 Орёл — Витебск.
Входит в состав Талашкинского сельского поселения. Автобусное сообщение со Смоленском.

## Экономика
Сельхозпредприятие «Моготово Агро», основная школа, фельдшерский пункт, ООО "Роща" почта, магазины (РАЙПО и ИП "Егоров"). Дом культуры.